# Bandiera dell'Uzbekistan
La bandiera dell'Uzbekistan è stata adottata il 30 novembre 1991.
È a strisce di color azzurro, bianco e verde con intermezzi rossi.
l’azzurro rappresenta il cielo e le acque, il bianco sta per la pace e la purezza, e il verde, colore dell'islam, sta per la natura. Gli intermezzi rossi indicano la forza vitale. La mezzaluna crescente appartiene al mondo islamico e sottolinea la rinascita del paese; le stelle in tre file diseguali sono i dodici mesi ordinati secondo il calendario di Navruz.
Le stelle a cinque punte posiziate a destra della mezzaluna unite assieme vanno a formare la stilizzazione del nome Allah in arabo (الله)

## Bandiere storiche

Bandiera dell'Emirato di Bukhara (1785-1920)
Bandiera della Repubblica Socialista Sovietica Autonoma del Turkestan (1919-1921)
Bandiera della Repubblica Sovietica Popolare di Bukhara (1920-1925)
Prima bandiera della RSS Uzbeka (1925-1926)
Seconda bandiera della RSS Uzbeka (1926-1931)
Terza bandiera della RSS Uzbeka (1931-1935)
Quarta bandiera della RSS Uzbeka (1935-1937)
Quinta bandiera della RSS Uzbeka (1937-1941)
Sesta bandiera della RSS Uzbeka (1941-1952)
Bandiera della Repubblica Socialista Sovietica Uzbeka (1952-1991)